# Dreischneuß

Der Dreischneuß ist eine ornamentale Figur der späten Gotik. Er besteht aus drei in einem Kreis angeordneten fischblasen- oder tropfenähnlichen Formen. Die Fischblase selbst, ein gebogenes Spitzrund, wird auch als „Schneuße“ bezeichnet. Ebenso wie z. B. den Dreipass und Vierpass findet man diese Figur insbesondere als Bestandteil des schmückenden Maßwerks bei (Kirchen-)Fenstern und Balustraden.